# Mitsu (singolo)
Mitsu (蜜-mitsu-?) è un singolo di Masami Okui pubblicato il 25 gennaio 2006 dalla evolution. Il singolo è arrivato alla settantanovesima posizione nella classifica settimanale Oricon. Il brano è stato utilizzato come sigla finale per il drama televisivo Ray.

## Tracce
CD singolo EVCS-0005
1. mitsu (蜜 -mitsu-)
2. Paradise Lost
3. Sora ni Kakeru Hashi ~Unplugged Version~ (空にかける橋 ～Unplugged Version～)
4. mitsu (instrumental)
5. Paradise Lost (instrumental)

Durata totale: 26:33

## Classifiche
| Classifica (2006)                        | Posizione più alta |
| ---------------------------------------- | ------------------ |
| Giappone (Classifica settimanale Oricon) | 79                 |